# ¡Votad, votad, malditos!
¡Votad, votad, malditos! es un cortometraje de 1977 por Lorenzo Soler sobre las primeras elecciones en España después de la dictadura de Francisco Franco. De estilo entre un documental y un reportaje, captura el ambiente preelectoral en Barcelona. Soler lo describe como "un documento sociológico de un tiempo y de un país". Fue censurado en su momento por cuestionar el relato oficial de la Transición.
¡Votad, votad, malditos! comienza con una combinación de propaganda electoral de varios partidos y anuncios para productos como el café. Luego se pasa a la calle con una cámara a cuestas para entrevistar a los votantes. Se les pregunta si han votado, a quién, por qué y quién creen que va a ganar. El documental cierra con el detrito de folletos, carteles, periódicos y otros desechos de las elecciones volando por la calle. Tres semanas después, se ven titulares sobre el nuevo gobierno de Suárez, el ascenso de Fernando Abril Martorell y las huellas franquistas que aún permanecían. 